# Les Places
Les Places är en kommun i departementet Eure i regionen Normandie i norra Frankrike. Kommunen ligger i kantonen Thiberville som tillhör arrondissementet Bernay. År 2022 hade Les Places 74 invånare.

## Befolkningsutveckling
Antalet invånare i kommunen Les Places
Referens:INSEE